# Vibrisy

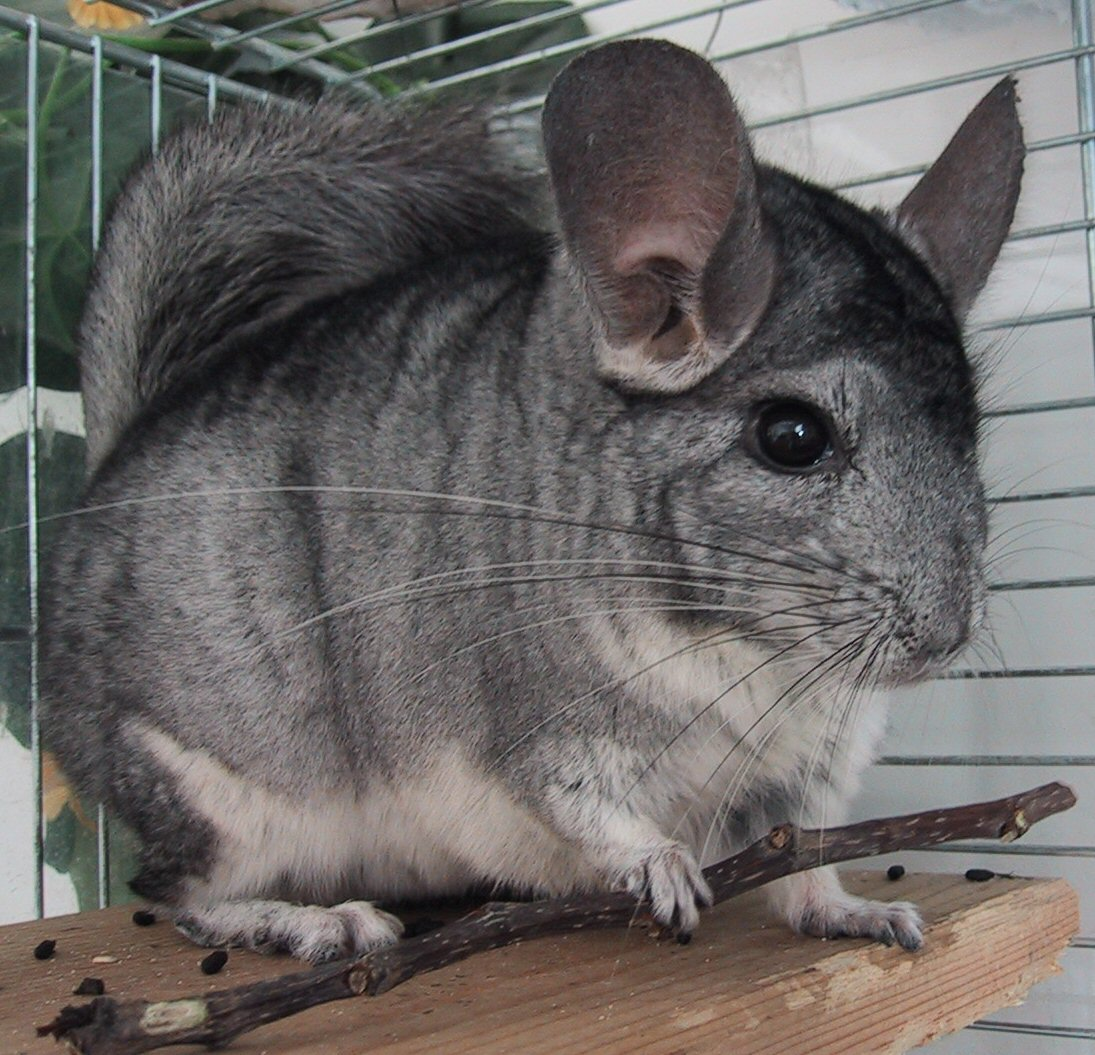
Činčila s dlouhými vibrisy

Vibrisy (latinsky vibrassae, zvané též jako hmatové vousy, hmatové chlupy či sinusové chlupy) jsou typem ochlupení u většiny savců, které slouží jako nosič smyslového vnímání především hmatu a prostoru.
Vibrisy svou délkou a tloušťkou přesahují ostatní chlupy na těle. Typicky vyrůstají na obličeji, mohou ale vyrůstat i na jiných částech těla jako jsou končetiny. Analogickou funkci u hmyzu a korýšů představují tykadla. U člověka nejsou vibrisy vyvinuty.